# Gare d’Écouflant
Gare d'Écouflant – stacja kolejowa w Écouflant, w departamencie Maine i Loara, w regionie Kraj Loary, we Francji. Jest zarządzana przez SNCF (budynek dworca) i przez RFF (infrastruktura). 
Stacja jest obsługiwana przez pociągi TER Pays de la Loire. 

## Położenie
Znajduje się na linii Le Mans – Angers, w km 301,384, między stacjami Vieux-Briollay i Angers-Maître-École, na wysokości 32 m n.p.m.

## Historia
Stacja została otwarta y grudnia 1863, przez Compagnie des chemins de fer de l'Ouest.

## Linie kolejowe
- Le Mans – Angers